# Shin'ya Mitsuoka
Shin'ya Mitsuoka (光岡 眞矢?, Mitsuoka Shin'ya; Prefettura di Kanagawa, 22 aprile 1976) è un ex calciatore giapponese, di ruolo attaccante.